# Ерік Найман
Ерік Леонтійович Найман (нар. 12 лютого 1969, м. Рудний, Казахська РСР, СРСР) — український економіст, фінансовий аналітик, автор книг з інвестування. Співзасновник робоедвайзера HUG'S та інвестиційної компанії Capital Times[джерело?] (Капітал Таймс). Входить до складу Ради з питань економічного розвитку України з 8 квітня 2020 року[джерело?].

## Життєпис
Народився в місті Рудний, центрі Рудненської міської адміністрації Костанайської області Казахстану. В ранньому дитинстві родина переїхала до Новосибірську. З 1995 року переїхав у Київ. Нині живе та працює в Україні.
Діловий тижневик «Бізнес» тричі (в 1998, 1999 і 2004 роках) визнавав Еріка Наймана одним з найвпливовіших фінансистів фондового ринку України.
В 2009 році Ерік Найман розробив індикатор макроекономічного аналізу Індекс цін інвестиційних товарів (Investment Price Index, IPI, або інвестиційна інфляція), що дозволяє виявляти бульбашки в різних видах інвестиційних активів.

## Освіта
Закінчив Новосибірський державний університет економіки та менеджменту (НГУЕМ), фінансово-економічний факультет. Навчався з 1986 по 1993 рік. Спеціальність «Фінанси та кредит».
Під час навчання в НГУЕМ разом з викладачем брав участь у створенні та діяльності брокерської компанії «Спред» в Новосибірську.
В 1998 році здобув науковий ступінь «Доктор економічних наук» в Науково-дослідному інституті при Міністерстві економіки України.

## Кар'єра
1995 року почав працювати фінансовим директором в Довірчому товаристві «Купава».
У 1997—1998 роках працював технічним аналітиком фондових інструментів в компанії «Альфа-Капітал».
У 1998—2001 роках — на посаді портфельного керуючого в інвестиційній компанії «Полар-Інвест».
У 2001—2002 роках обіймав посаду інвестиційного керуючого в інвестиційній компанії Millennium Capital.
В 2002 році Ерік Найман перейшов працювати в Укрсоцбанк (UniCredit Bank), де створив та очолив Управління інвестиційно-банківських послуг.
З січня 2011 по 2020 — керуючий партнер інвестиційної компанії Capital Times (Україна, Білорусь), яку він заснував разом з Сергієм Гончаревичем.
З 2018 року — співзасновник та керуючий партнер інвестиційної компанії HUG'S.
З 8 квітня 2020 року (за згодою) входить до складу Ради з питань економічного розвитку України.

## Публічна активність
Аналітикою Еріка Наймана цікавляться провідні ділові видання, такі як Вісник Національного банку України, Урядовий кур’єр, РБК-Україна, УНІАН, banker.ua, тощо. Українські ЗМІ запрошують Наймана для участі в телепередачах в якості фахівця з економічних питань та фінансових ринків ("Право на владу", ТСН). 
В 2017 році Ерік Найман в якості спікера запрошений на Київський міжнародний економічний форум (КМЕФ).
В 2021 році за версією журналу «ТОП-100. Рейтинги крупнейших» Ерік Найман увійшов до списку 25 керівників банків, страхових компаній і фінансових компаній небанківського сектора України, які мають найбільший вплив на фінансові ринки країни.